# Synnyr
Synnyr (Сынныр) – pasmo górskie na Wyżynie Północnobajkalskiej w Rosji (Buriacja i obwód irkucki).
Leży na północ od północnego krańca jeziora Bajkał; najwyższy szczyt Iniaptuk (2578 m n.p.m.). Porośnięte tajgą modrzewiową, wyżej tundra górska, w najwyższych partiach ślady zlodowacenia. Źródła rzek z dorzecza Leny (m.in. Czaja i Czuja) oraz niewielkich rzeczek uchodzących do Bajkału.